# Zab'a
Zab'a (en árabe: زبعة) fue una aldea árabe palestina ubicada en el Distrito de Beisan, en lo que era el Mandato británico de Palestina. Fue despoblado por las Fuerzas de Defensa de Israel durante la Guerra Civil de 1947-1948 en el Mandato de Palestina, el 12 de mayo de 1948, como parte de la Operación Gideon. Se encontraba a 5,5 km al noreste de Beisan en Wadi Yubla o Wadi al-'Ashsha.

## Historia
A 2 kilómetros de la aldea estaba Tell Ismail, lugar usado por los locales como cementerio.
Durante el censo de 1931, Zab'a tenía 37 casas ocupadas y 147 habitantes; 146 musulmanes y 1 judío. Según las Estadísticas municipales de Palestina de 1945, la población de Zab'a era de 170 musulmanes. La localidad tenía una superficie de 3.968 dunam (3,968 km²), de los que 3.424 eran propiedad de judíos, 156 de árabes y 388 de propiedad pública. Los árabes usaban sus 156 dunam para cultivar cereales, mientras un total de 488 dunam eran tierra no cultivable.
Beit Yosef se estableció en 1937 a 2 kilómetros de distancia de Zab'a, en unas tierras que habían sido compradas previamente. Después de que el ejército israelí despoblara la aldea, una granja llamada Doshen fue establecida en el área en 1955.
En 1992, el sitio fue descrito como "cubierto de hierba, árboles de loto y piedras. Los israelíes han establecido varios proyectos agrícolas y pesquerías en la tierra de la aldea. Otras partes de la tierra circundante se utilizan para el pastoreo".